# Innere Neustadt
Innere Neustadt is een stadsdeel van het stadsdistrict Neustadt en van de hoofdstad Dresden van de Duitse deelstaat Saksen. Aanvankelijk heette het stadsdeel Neuen Königlichen Stadt. Het was een heropbouw van het oude Altendresden dat volledig afgebrand was en vanaf 1732 heropgebouwd werd. In tegenstelling tot het stadsdeel Äußere Neustadt bevond zich de kern van de Innere Neustadt binnen de vestingsmuren van de stad en wordt daarom ook als historische Neustadt bestempeld. Het stadsdeel ligt aan de rechterkant van de Elbe, tegenover de Innere Altstadt.
De gebouwen werden in barokstijl opgetrokken. Tijdens de Tweede Wereldoorlog werd tijdens het bombardement op Dresden een deel van de stad verwoest. Na de oorlog werden lang niet alle gebouwen heropgebouwd. Het bekende standbeeld Goldener Reiter staat op de Neustädter Markt.

## Infrastructuur
Acht tramlijnen van de Dresdner Verkehrsbetriebe rijden door het stadsdeel. Vanzelfsprekend is station Dresden-Neustadt in het stadsdeel gelegen. Dit is het tweede grootste station van de stad. Net als in de Altstadt bevinden zich vele hotels en restaurants in dit stadsdeel.